# John Aasen
Pour les articles homonymes, voir Aasen.
John Aasen né le 5 mars 1890 et mort le 1er août 1938, est un acteur américain de cinéma muet, considéré comme l'un des acteurs les plus grands en taille de l'histoire du 7e art.

## Biographie
John Aasen est né le 5 mars 1890 à Minneapolis. Sa mère, John Aasen, Kristi, née Danielsen à Rollag, dans le Numedal (no), était une femme norvégienne extrêmement grande, avec une taille d'environ 2,20 m.
Avant de commencer sa carrière cinématographique, John Aasen était franc-maçon. Il atteint le degré de maître maçon au Temple maçonnique de Highland Park le 14 juillet 1924.
D'après le livre Guinness des records en 1978, sa taille est mesurée à 7 pieds, soit 2,134 m. Juste avant sa mort, à l'âge de 46 ans, il a été médicalement mesuré à 7 pieds 0,9 pouce, mais il avait perdu une certaine hauteur en raison de l'âge et ne pouvait plus se tenir parfaitement droit. En juin 2008, l'université de Loma Linda a confirmé que le squelette de 7 pieds et 2,4 pouces (soit 2,19 m) qu'il avait dans leur collection était celui de John Aasen.

## Filmographie
- 1923 : Faut pas s'en faire de Fred C. Newmeyer et Sam Taylor : Collosso
- 1936 : Bengal Tiger de Louis King : Giant